# Plaque d'Or de Bratislava
La Plaque d'Or de Bratislave (ou Plaque(tte) d'Or BIB) (Golden Apple BIB en anglais) est un prix décerné à des illustrateurs lors de la Biennale d'illustration de Bratislava (BIB), biennale internationale se déroulant les années impaires à Bratislava en Slovaquie.
Durant la BIB, et depuis sa création en 1967, un jury international décerne trois prix aux meilleurs illustrateurs, pour leurs ouvrages jeunesse : Grand Prix BIB, Golden Apple BIB (Pomme d'Or de Bratislava) et Plaque BIB (Plaque d'Or ou Plaquette d'Or, selon les traductions françaises).
Lors de chaque BIB, plusieurs Plaques d'Or sont décernées.

## Historique
Depuis 1967, après 56 années et 28 éditions jusqu'en 2023, six illustrateurs français ont reçu la Plaque d'Or, dont Mireille Vautier qui a été récompensée par deux fois successives, en 1993 et 1995.
De nombreux illustrateurs suisses ont été récompensés, et, par trois fois, Étienne Delessert, en 1969, 1979 et 1985.
Un seul illustrateur belge a reçu la Plaque d'Or, et par deux fois successives, Carll Cneut, en 2003 et 2005.

## Lauréats

### Quelques lauréats, de 1967 à 2011
- 1967 :

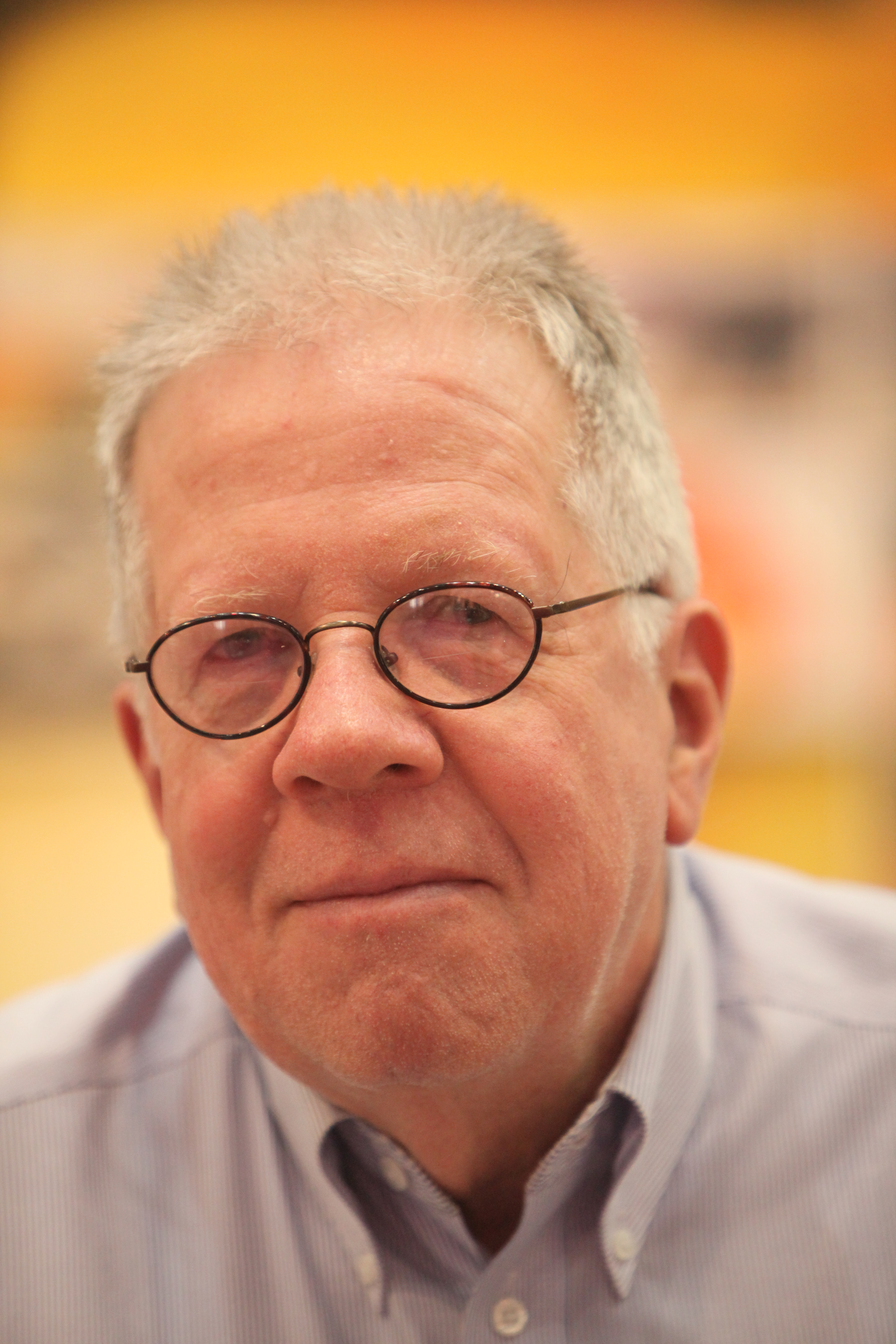
Le peintre suisse Étienne Delessert, récompensé en 1969, 1979 et 1985.

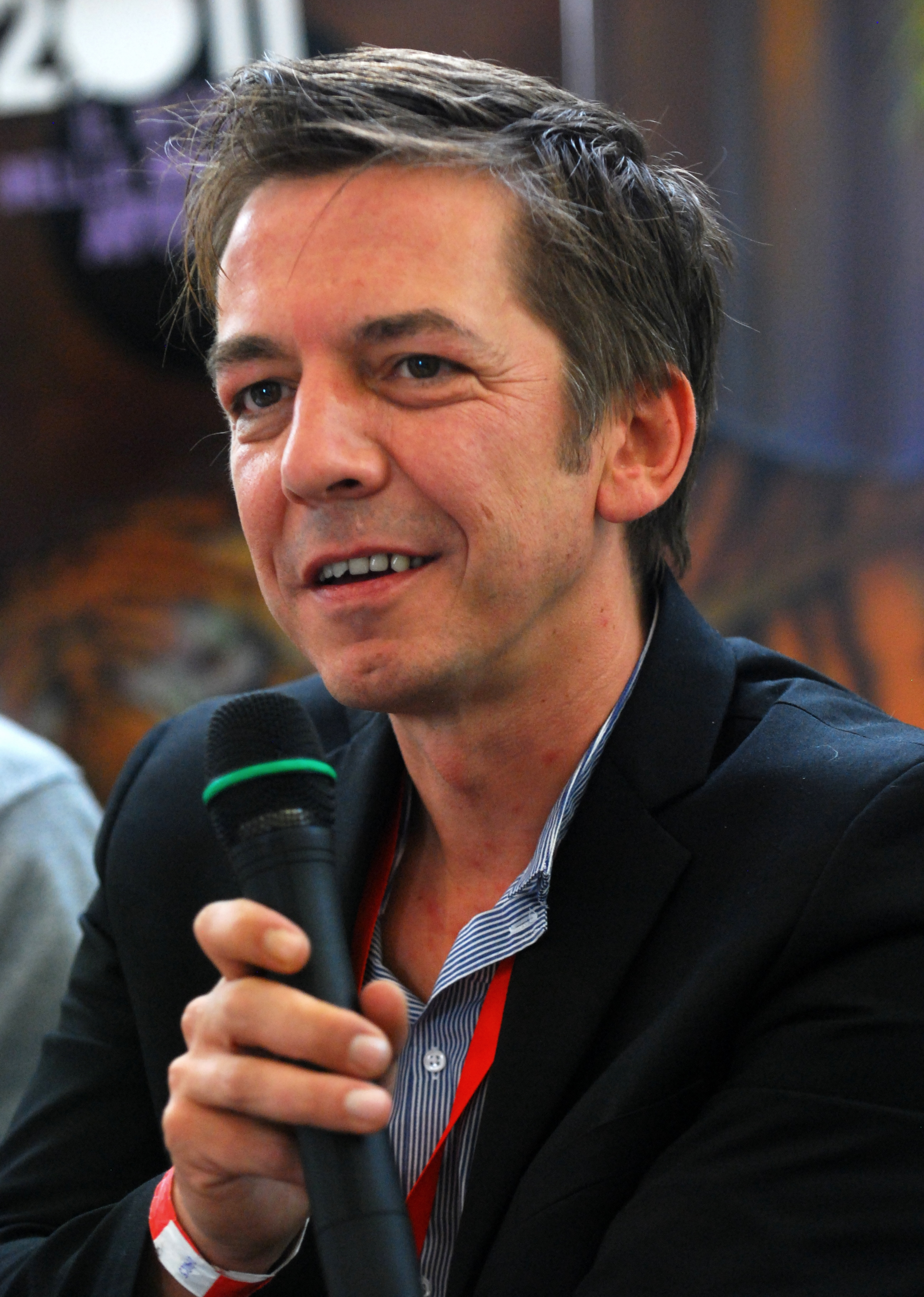
Carll Cneut, récompensé en 2003 et 2005, et seul lauréat belge de la Plaque d'Or.

  -  Paul Nussbaumer pour Der Knabe des Tell
  -  Emanuele Luzzati pour  La gazza ladra
- 1969 :
  -  Annick Delhumeau pour Bussy le hamster doré (texte de Pascale Claude-Lafontaine) (Éditions Pierre Tisné)
  -  Étienne Delessert pour The tree (L'Arbre), coréalisé avec Eleonore Schmid
  -  Józef Wilkoń pour  W nieparyżu i gdzie indziej (texte de Anna Kamieńska)
- 1971 : 
  -  Ruth Hürlimann pour Stadtmaus und Landmaus
  -  Max Velthuijs pour Der Junge und der Fisch
- 1975 :
  -  Nicole Claveloux pour Les aventures d'Alice au Pays des Merveilles (texte de Lewis Carroll) (Grasset Jeunesse)
  -  Ruth Hürlimann pour Katze und Maus in Gesellschaft
- 1977 :  Eleonore Schmid pour Das schwarze Schaf
- 1979 : 
  -  Étienne Delessert pour Les sept familles du lac Pipple-Popple (texte de Edward Lear) (Gallimard) et pour Die Maus und was ihr bleibt (texte de Anne van der Essen)
  -  Stasys Eidrigevičius pour Robotas ir peteliškė (texte de Vytautė Žilinskaitė)
  -  Svend Otto S. pour A Christmas Book (texte de Peter Faber)
- 1981 : 
  -  Monique Felix pour Histoire d'une petite souris qui était enfermée dans un livre
  -  Lucja Sienkiewi et Stasys Eidrigevičius pour Król kruków (texte de Paul Delarue)
  -  Lisbeth Zwerger pour Die 7 Raben et Däumelieschen (textes de Jacob Grimm et Wilhelm Grimm )
- 1983 : 
  -  Jean Claverie pour Trois contes : Le Gros lot ; Les Chevaux au grenier ; Le Musicien bossu (texte de Ludwig Bechstein) (Nord-Süd Verlag)
  -  Lisbeth Zwerger pour  Rotkäppchen (texte de Jacob Grimm et Wilhelm Grimm )
- 1985 :
  -  Étienne Delessert pour La Belle et la bête (texte de Madame de Villeneuve) (Grasset)
  -  Jindra Čapek pour Ein Kind ist geboren
- 1989 : 
  -  Binette Schroeder pour Der Froschkönig (Le Prince grenouille) (texte des frères Grimm)
  -  Stasys Eidrigevičius pour Histoires de Nez, texte de James Kruss
- 1993 :  Mireille Vautier pour Pepita: contes d'hier et d'aujourd'hui (texte de Pascale Gautier (Albin Michel Jeunesse)
- 1995 :  Mireille Vautier pour Toute l'eau de mon cœur (texte Patrick Mosconi) (Albin Michel Jeunesse)
- 1997 :
  -  Jörg Müller pour Der standhafte Zinnsoldat
  -  Jürg Obrist pour Die Aludose und die leisen Lieder
  -   Roberto Innocenti pour Casse-Noisette (texte de Ernst Theodor Amadeus Hoffmann)
- 2003 : 
  -  Carll Cneut pour Mijnheer Ferdinand (Monsieur Ferdinand) (texte de Agnes Guldemont) (éd. De Eenhoorn) et pour Het ongelooflijke liefdesverhaal van Heer Morf (L’Étonnante Histoire d'amour de Lucien le chien) (éd. De Eenhoorn)
  -  Hafez Mir Aftabi[1] pour  Bayad be fekre fereshteh bood (texte de Mohammad Reza Yousefi) et pour Elyas (texte de Mostafa Rahmandoust)
- 2005 :
  -  Carll Cneut pour Dulle Griet (Margot la folle) (texte de Geert De Kockere) (éd. De Eenhoorn)
  -  Alain Gauthier pour Ma peau d'âne (texte Anne Ikhlef) (Seuil Jeunesse) et pour Est-elle Estelle (texte François David) (Motus)
  -  Pierre Pratt pour Le jour où Zoé zozota  (Les 400 Coups)
- 2009 : 
  -  Anne Bertier pour Construis-moi une lettre (éditions MeMo) et pour Dessine-moi une lettre (MeMo)
  -  Fabian Negrin pour Mille giorni e una notte et pour L´amore t´attende (L'Amour t'attend[2], éd. Notari)
- 2011 :  Valérie Losa[3] pour Sapore Italiano: Piccole storie di pranzi domenicali

### Lauréats, depuis 2013
- 2013 :
  -  Stella Dreis pour Grimms Märchenreise (texte des freères Grimm)
  -  Renate Habinger pour Hier gibt es Löwen (texte de Michael Stavarič) et pour Schlaf jetzt, kleines Kamel (texte de Hubert Gaisbauer)
  -  Daniela Olejníková pour In watermelon sugar (texte de Richard Brautigan) et pour Thirteen (texte de Jana Bodnárová)
  -  Ángela Cabrera Molina pour Hamelín (texte de Margarita del Mazo)
  -  Iraia Okina pour The moon was woken up (texte de Joxantonio Ormazadal)

- 2015 :
  -  Annemarie van Hearingen pour Snow White knits a monster
  -  Myung-Ae Lee pour Plastic island
  -  Natalia Salienka pour About one, two, three, four and fire (texte de Eduard Šenderovič)
  -  Renate Wacker pour Mascha and the bear
  -  Levi Pinfold pour Black dog et pour Greenling

- 2017 :
  -  Hanne Bartholin pour Historien om dig (texte de Søren Lind) et pour Historien om alting (texte de Søren Lind)
  -  Ofra Amit pour So-So, Go-Go and Sunny (texte de Dafna Ben-Zvi)
  -  Miroco Machiko (pseud. mirocomachiko) pour Kemono no nioi ga shite kita zo
  -  Israel Barrón pour Bestiario de seres fantásticos mexicanos (texte de Norma Muñoz Ledo)
  -  Romana Romanišin et Andrij Lesiv pour Golosno, ticho, pošepki et pour Franko vid A do Ja

- 2019 :
  -  Guilherme Karsten pour Aaahhh! Ride!
  -  Maja Kastelic pour Koozi
  -  Chiki Kikuchi pour Letter of the scarlet maple leaves
  -  André Letria pour War
  -  Anat Warshavski pour The restaurant at the edge of the pole - The cooking penguins

- 2021 :
  -  Ghazal Fatollahi pour You Are an Explorer[4],[5]
  -  Mamiko Shiotani pour The Story of Egg[6]
  -  Mohammad Barangi Fashtami pour Phoenix[5]
  -  Dale Blankenaar pour Quill Soup
  -  Armando Fonseca pour The Howling

- 2023 :
  -  Anna Cunha pour Os príncipes do destino: os Odus de Ifa e suas extraordinarias historias (texte Reginaldo Prandi)
  -  Lucie Lučanská pour Kniha vnímání
  -  Sanna Pelliccioni pour Lappukaulatyttö (texte Eppu Nuotio)
  -  Jaan Rõõmus pour Lydia (texte Kätlin Kaldmaa)
  -  Vendi Vernić pour Luda kuća (texte Sanja Lovrenčić)